# Distinta base di produzione
La distinta base di produzione è un documento di programmazione aziendale.
Essa descrive una gerarchia di lavorazioni (cicli/fasi) indicando anche i relativi impieghi di materiale.
Ogni materiale è utilizzato secondo un coefficiente di utilizzo, che specifica quanto materiale occorre per produrre una unità di prodotto.
La gerarchia dei cicli di lavorazione necessari a trasformare questi materiali indica quali processi/operazioni di assemblaggio sono utilizzati per realizzare il prodotto.
Se la distinta base tecnica descrive l'elenco dei materiali che compongono un prodotto, la distinta base produttiva risponde alle domande: come realizzo il prodotto? quanto tempo ci metto? quanto mi costa realizzarlo? con che macchinari lo realizzo?
È spesso indicata utilizzando la sigla anglosassone BOM (acronimo di bill of materials).
Le distinte base modulari (MBOM) sono un'evoluzione delle distinte di produzione che permette di gestire molteplici configurazioni e varianti di prodotto. 

Operando su ogni livello della distinta (top-down), si definiscono per ogni componente i figli che hanno legami esclusivi  (es. motore diesel e motore a benzina), una eventuale percentuale di mix fra varianti alternative per ogni item, gli abbinamenti preferenziali fra le varianti di item diversi anche su differenti livelli della distinta base (es. radio, computer di bordo e altri accessori di una versione full optional).

## Gestione ed utilizzo
Solitamente la distinta base produttiva è gestita dall'unità produttiva (fabbrica/stabilimento/linea) ed è generata e gestita dai Tempi & Metodi o dall'ingegneria di processo, partendo dalla distinta base tecnica che invece è generata e gestita dall'ufficio tecnico.
Ogni fase del ciclo di lavorazione è tempificata e può riportare attributi che mappano o assegnano la lavorazione a determinati processi o macchinari.
La distinta base produttiva è utilizzata anche per movimentare in modo automatico i magazzini dei materiali: al termine del ciclo i semilavorati di livello superiore sono "versati", cioè dichiarati esistenti. L'operazione può essere fatta in modo manuale sul lotto, per avanzamenti o con un sistema di rilevamento automatico. Il sistema informativo in modo contestuale scarica i materiali utilizzati secondo i coefficienti riportati in distinta.